# Уппу-Ару
Уппу-Ару (англ. Uppu Aru Lagoon) — лагуна на севере Шри-Ланки в округе Джафна (Северная провинция), в 10 километрах восточнее города Джафна, севернее моста Наваткули (англ. Navatkuli Bridge). Лагуна разделяет регионы Тенмарадчи и Валикамам и коротким каналом соединяется с лагуной Джафна на юге. Разделена примерно пополам дамбой.
Вода лагуны солоноватая.
Площадь — 30 км². Максимальная глубина — 3 метра.
Лагуна окружена густонаселённой областью с плантациями пальмировых и коксовых пальм, лугами, рисовыми полями и огородами.
Принадлежит государству, прилегающая к лагуне территория поделена между государством и частными лицам.
Растительность представлена в основном манграми (представители рода Авиценния), морской травой на дне лагуны, густыми джунглями и рисовыми полями на прилегающей территории. Лагуна — место обитания большого числа водоплавающих птиц, включая американских фламинго, уток, чаек, крачек, чирков, веретенников и других прибрежных птиц. Обширные заиленные участки и солончаки имеют важное значение для перелётных птиц, особенно в регионе Сарасалай и около города Путтур (средняя часть лагуны и соединение с лагуной Тондаманнар).
Жители в окрестностях лагуны в основном занимаются сельским хозяйством, но в нескольких селах на северо-западном конце лагуны существует лёгкая промышленность.